# Philippe René Bardoux-Boisquetin
Philippe René Bardoux-Boisquetin est un homme politique français né en 1756 à Savigné (Sarthe) et décédé le 3 juin 1816 à Paris.

## Carrière
Cultivateur à Sillé-le-Guillaume, il devient procureur syndic du district de Fresnay, puis député de la Sarthe de 1791 à 1792. Il est de nouveau député au Conseil des Cinq-Cents, du 24 vendémiaire an IV au coup d'État du 18 brumaire, qui met fin à sa carrière politique.

## Sources
- « Philippe René Bardoux-Boisquetin », dans Adolphe Robert et Gaston Cougny, Dictionnaire des parlementaires français, Edgar Bourloton, 1889-1891 [détail de l’édition]